# トラビス・スナイダー
- トラヴィス・スナイダー

トラビス・ジェームズ・スナイダー（Travis James Snider, 1988年2月2日 - ）は、アメリカ合衆国ワシントン州スノホミッシュ郡エバレット出身の元プロ野球選手（外野手）。左投左打。愛称はランチボックス。

## 経歴

### プロ入り前
高校時代は野球の他にアメリカンフットボールも行っており、ランニングバックとラインバッカーをつとめていた。野球ではワシントン州のチャンピオンシップで優勝している。最終学年の2006年シーズンは打率5割、11本塁打、45打点を記録し、ドラフト前に「ベースボール・アメリカ」が発表した全米高校生のランキングでは4位に入り、クレイトン・カーショウらと共にUSAトゥデイ紙のオールUSAチームにも選ばれた。

### ブルージェイズ時代
2006年のMLBドラフト1巡目（全体14位）でトロント・ブルージェイズから指名され、プロ入り。

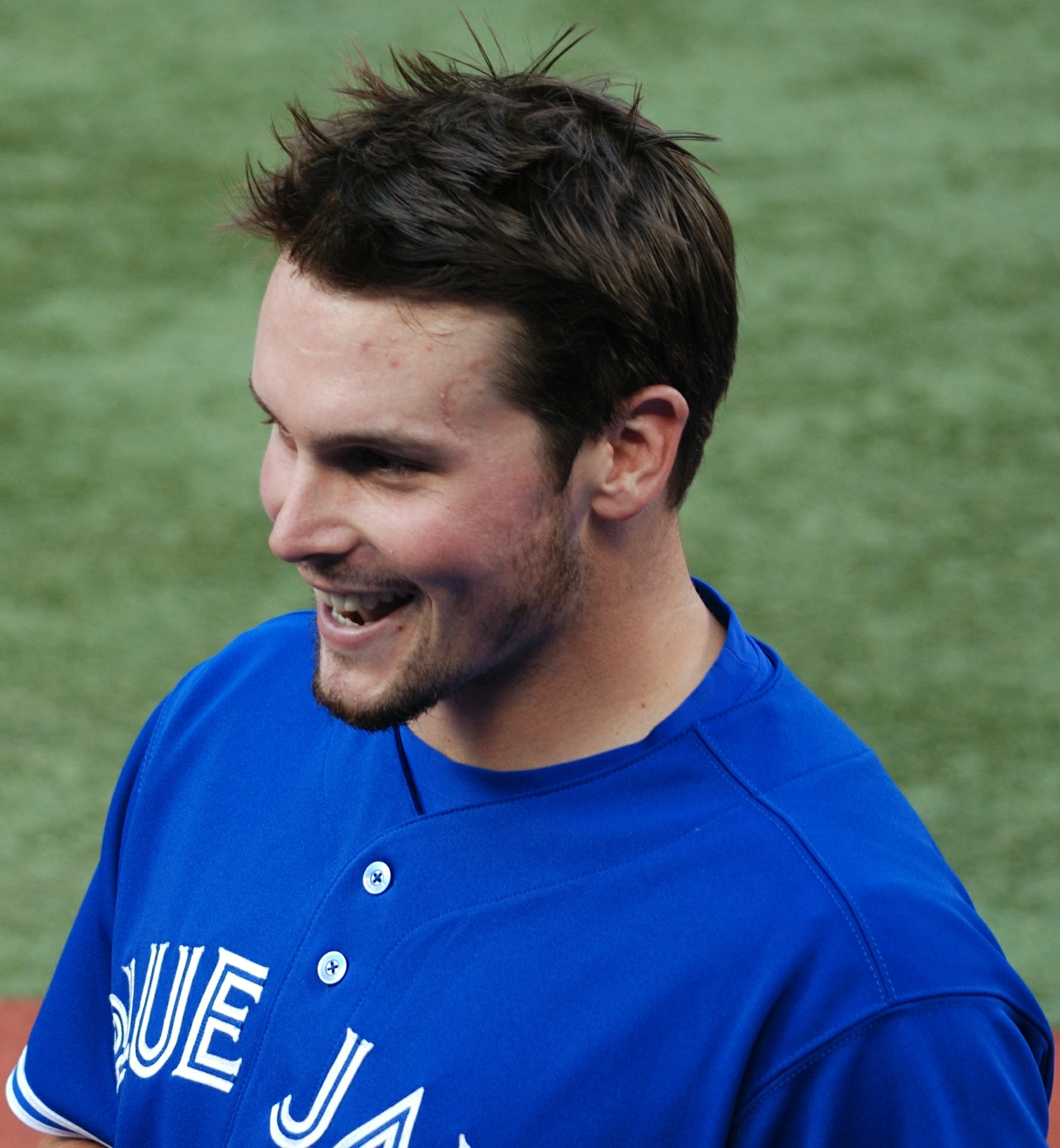
トロント・ブルージェイズ時代
(2012年7月24日)

1年目は傘下ルーキー級プラスキ・ブルージェイズ、2年目の2007年はA級ランシング・ラグナッツで3割を超える打率を残した。
2008年にはブルージェイズのトッププロスペクトとなる。この年はA+級ダニーデン・ブルージェイズからスタートし、夏にはAAA級シラキュース・チーフスまで昇格。8月29日のニューヨーク・ヤンキース戦でメジャー初出場、その日にいきなりカール・パバーノからメジャー初安打となる二塁打を放つ。最終的に24試合の出場ながらも打率.301を記録した。
2009年は開幕をメジャーで迎える。開幕直後は好調だったが、その後は深刻な打撃不振に陥りマイナー降格。AAA級ラスベガス・フィフティワンズでは好成績を残し、8月に正右翼手のアレックス・リオスがシカゴ・ホワイトソックスに放出されると、再びメジャーへ昇格した。
2010年こそはブレイクを期待されたが、開幕直後から苦しみ、さらに5月には故障者リスト入り。結局82試合の出場にとどまり、満足の行く成績を残すことができなかった。しかし本塁打は前年から5本増の14本塁打を放った。
2011年は春先から不振に陥り、再びAAA級ラスベガスに降格となった。降格後は怪我の影響もあり再昇格しないままシーズンを終えた。メジャー、マイナーを合わせてもわずか7本塁打に留まり、持ち前のパワーも影を潜めた。

### パイレーツ時代

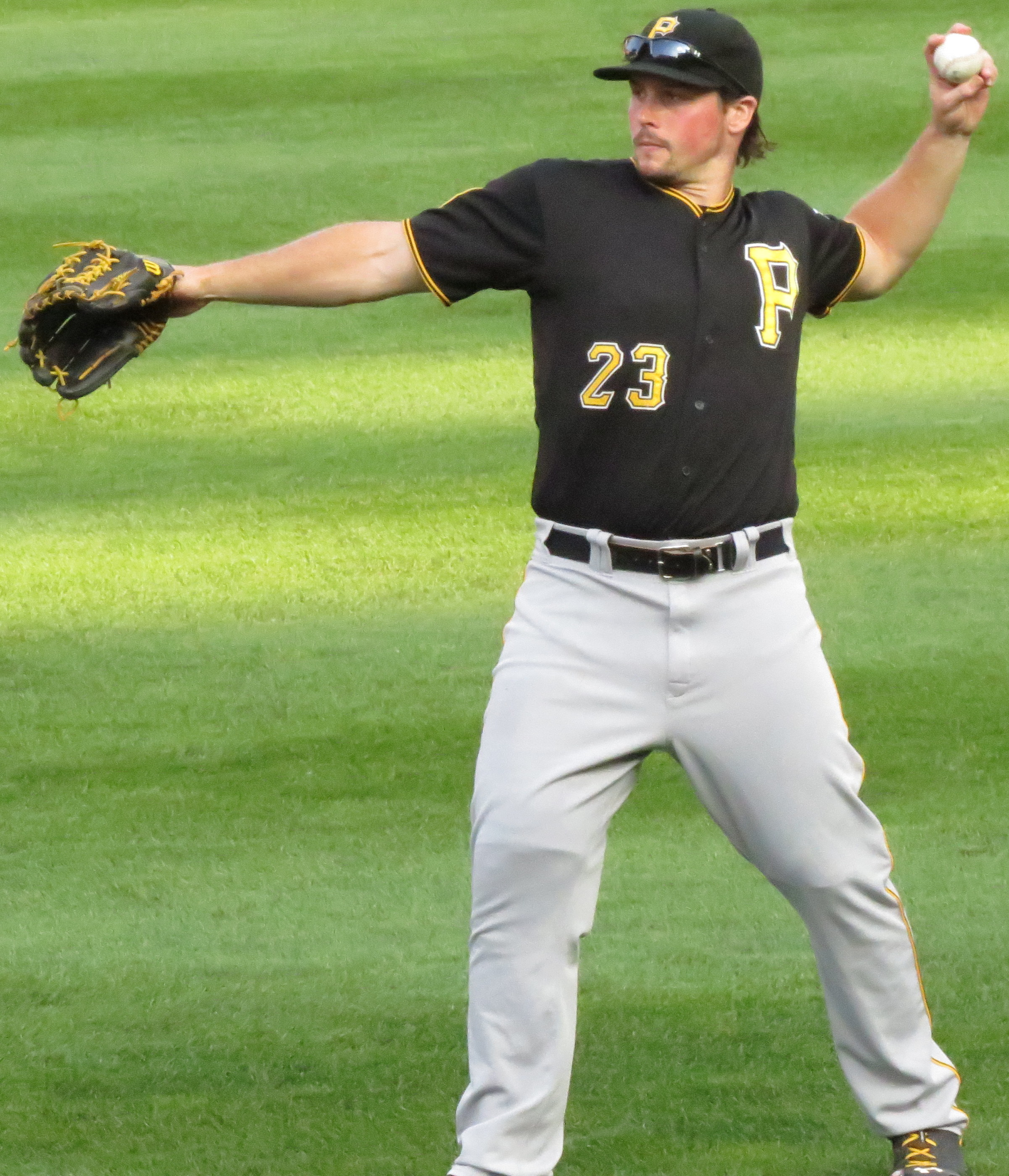
ピッツバーグ・パイレーツ時代
(2014年8月17日)

2012年7月30日にブラッド・リンカーンとのトレードで、ピッツバーグ・パイレーツへ移籍した。移籍後、トロントメディアからの取材の中で、監督のシト・ガストンや打撃コーチのジーン・テナスの指導法を痛烈に批判した。
2014年1月17日にパイレーツと1年契約に合意した。

### オリオールズ時代
2015年1月27日にスティーブン・タープリー、後日発表選手とのトレードで、ボルチモア・オリオールズへ移籍した。8月7日にDFAとなり、15日にFAとなった。

### パイレーツ復帰
2015年8月20日にパイレーツとマイナー契約。9月1日にメジャー契約を結んでアクティブ・ロースター入り。10月22日にFAとなった。

### パイレーツ退団後
2016年1月30日にカンザスシティ・ロイヤルズとマイナー契約を結び、同年のスプリングトレーニングに招待選手として参加することになった。3月30日に一旦FAとなった後、4月1日に再びマイナー契約を結んだ。この年は6月30日に再びFAとなるまで傘下のAAA級オマハ・ストームチェイサーズでプレーした。
2017年1月6日にテキサス・レンジャーズとマイナー契約を結び、同年のスプリングトレーニングに招待選手として参加することになった。シーズンでは開幕から傘下のAAA級ラウンドロック・エクスプレスでプレーした。8月15日に金銭トレードで、ニューヨーク・メッツへ移籍し、傘下のAAA級ラスベガス・フィフティワンズへ配属された。
2018年4月5日に独立リーグであるアトランティックリーグのロングアイランド・ダックスと契約。シーズン終了後に退団した。
2019年2月24日にアリゾナ・ダイヤモンドバックスとマイナー契約を結んだ。AAA級リノ・エーシズで93試合に出場し、打率.294、11本塁打、41打点の成績を残した。オフの11月4日にFAとなった。
2020年は1月9日にダイヤモンドバックスと再契約したが5月22日にFAとなり、7月24日にマイアミ・マーリンズとマイナー契約を結んだが、8月27日に FAとなった。この年はCOVID-19の影響でマイナーリーグのシーズンが中止となり、公式戦には出場していない。
2021年2月26日にアトランタ・ブレーブスとマイナー契約を結んだ。AAA級グウィネット・ストライパーズで63試合に出場したが、打率.174、4本塁打、15打点の成績にとどまり、9月12日に自由契約となった。
2022年1月13日に自身のインスタグラムで現役引退を表明した。

## プレースタイル
2009年のMLBプロスペクトTOP50では7位にランクインしている。
守備位置は左翼手、または右翼手。高校時代は右翼手だったが、ブルージェイズの外野陣には看板選手のバーノン・ウェルズ（中堅）とアレックス・リオス（右翼）がいたため、プロ入り後は主に左翼手として育成されてきた。しかし、リオスの放出に伴い、右翼での起用が多くなった。

## 詳細情報

### 年度別打撃成績
| 年 度    | 球 団    | 試 合 | 打 席 | 打 数 | 得 点 | 安 打 | 二 塁 打 | 三 塁 打 | 本 塁 打 | 塁 打 | 打 点 | 盗 塁 | 盗 塁 死 | 犠 打 | 犠 飛 | 四 球 | 敬 遠 | 死 球 | 三 振 | 併 殺 打 | 打 率 | 出 塁 率 | 長 打 率 | O P S |
| -------- | -------- | ----- | ----- | ----- | ----- | ----- | -------- | -------- | -------- | ----- | ----- | ----- | -------- | ----- | ----- | ----- | ----- | ----- | ----- | -------- | ----- | -------- | -------- | ----- |
| 2008     | TOR      | 24    | 80    | 73    | 9     | 22    | 6        | 0        | 2        | 34    | 13    | 0     | 0        | 0     | 2     | 5     | 0     | 0     | 23    | 0        | .301  | .338     | .466     | .803  |
| 2009     | TOR      | 77    | 276   | 241   | 34    | 58    | 14       | 1        | 9        | 101   | 29    | 1     | 1        | 2     | 1     | 29    | 1     | 3     | 78    | 5        | .241  | .328     | .419     | .748  |
| 2010     | TOR      | 82    | 319   | 298   | 36    | 76    | 20       | 0        | 14       | 138   | 32    | 6     | 3        | 0     | 0     | 21    | 2     | 0     | 79    | 3        | .255  | .304     | .463     | .767  |
| 2011     | TOR      | 49    | 202   | 187   | 23    | 42    | 14       | 0        | 3        | 65    | 30    | 9     | 3        | 1     | 2     | 11    | 1     | 1     | 56    | 5        | .225  | .269     | .348     | .616  |
| 2012     | TOR      | 10    | 40    | 36    | 6     | 9     | 2        | 0        | 3        | 20    | 8     | 0     | 0        | 0     | 1     | 3     | 0     | 0     | 14    | 0        | .250  | .300     | .556     | .856  |
| 2012     | PIT      | 50    | 145   | 128   | 17    | 32    | 5        | 1        | 1        | 42    | 9     | 2     | 0        | 0     | 2     | 14    | 0     | 1     | 34    | 2        | .250  | .324     | .328     | .652  |
| '12計    | PIT      | 60    | 185   | 164   | 23    | 41    | 7        | 1        | 4        | 62    | 17    | 2     | 0        | 0     | 3     | 17    | 0     | 1     | 48    | 2        | .250  | .319     | .378     | .697  |
| 2013     | PIT      | 111   | 285   | 261   | 28    | 56    | 12       | 2        | 5        | 87    | 25    | 2     | 3        | 0     | 0     | 24    | 3     | 0     | 75    | 1        | .215  | .281     | .333     | .614  |
| 2014     | PIT      | 140   | 359   | 322   | 37    | 85    | 15       | 1        | 13       | 141   | 38    | 1     | 1        | 1     | 0     | 34    | 2     | 2     | 67    | 10       | .264  | .338     | .438     | .776  |
| 2015     | BAL      | 69    | 236   | 211   | 23    | 50    | 9        | 2        | 3        | 72    | 20    | 1     | 0        | 0     | 0     | 23    | 1     | 2     | 56    | 3        | .237  | .318     | .341     | .659  |
| 2015     | PIT      | 18    | 29    | 26    | 1     | 5     | 3        | 0        | 1        | 11    | 8     | 0     | 0        | 0     | 0     | 3     | 1     | 0     | 10    | 0        | .192  | .276     | .423     | .699  |
| '15計    | PIT      | 87    | 265   | 237   | 24    | 55    | 12       | 2        | 4        | 83    | 28    | 1     | 0        | 0     | 0     | 26    | 2     | 2     | 66    | 3        | .232  | .313     | .350     | .663  |
| MLB：8年 | MLB：8年 | 630   | 1971  | 1783  | 214   | 435   | 100      | 7        | 54       | 711   | 212   | 22    | 11       | 4     | 8     | 167   | 11    | 9     | 492   | 29       | .244  | .311     | .399     | .709  |

- 2018年度シーズン終了時

### 背番号
- 45（2008年 - 2012年途中）
- 23（2012年途中 - 2015年）